# Limitations de vitesse au Japon

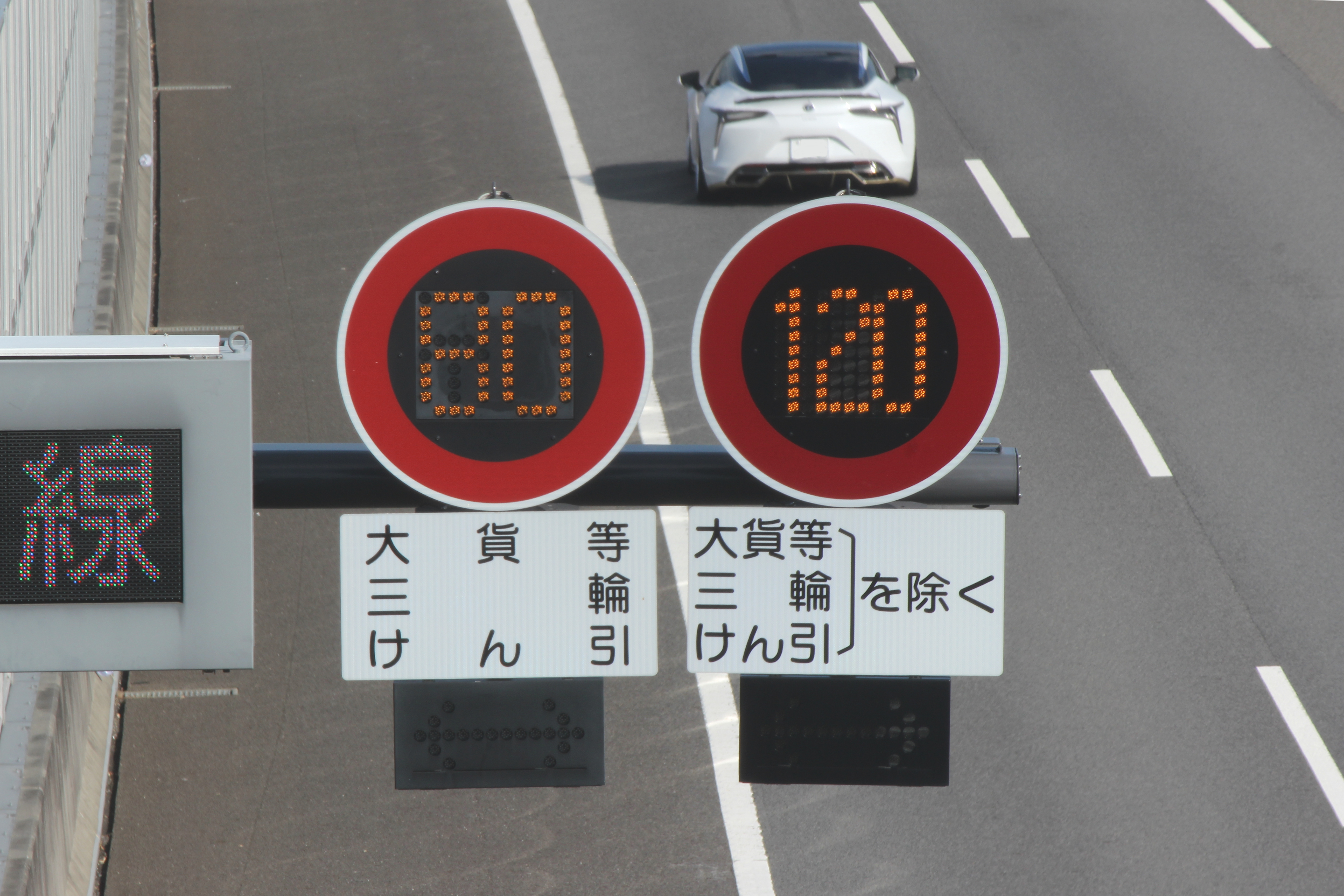
Limitation de vitesse variable sur autoroute. Le signe de gauche concerne la limite pour les poids-lourds, les remorques, et les véhicules à trois roues.

Signalisation japonaise d'une vitesse maximale de 60 km/h et minimum de 50 km/h.

Signalisation japonaise d'une vitesse maximale de 60 km/h et minimum de 50 km/h.

Au Japon, la limitation de vitesse par défaut est de 100 km/h sur les autoroutes à chaussées séparées et 60 km/h pour toutes les autres routes sauf indication contraire. La limitation de vitesse la plus élevée est de 120 km/h, que l'on peut retrouver sur certaines sections de l'autoroute de Shin-Tōmei (en) (E1A) et de l'autoroute du Tōhoku (E4). 
Au Japon, les normes utilisées pour déterminer la vitesse maximale ont changé et conduisent après inspection de chaque tronçon de chaque route à réajuster la limitation de vitesse maximale.

## Vitesses maximales
Pour un article plus général, voir Transport au Japon.

### selon le véhicule
Certaines limites sont spécifiques à certaines classes de véhicules :
- les véhicules d'intérêt général ne sont pas exemptés, mais sont limités à 80 km/h sur la plupart des routes et 100 km/h sur les nationales à chaussées séparées, sauf si une limitation plus élevée est indiquée. Les véhicules de police sont exemptés dans le cadre de leurs contrôles routiers ;
- les poids lourds, semi-remorques, et les tricycles sont limités à 80 km/h.

### selon la zone
- Les limites urbaines sont fixées par zonage plutôt que par la loi car il n'y a pas de limite urbaine distincte[pas clair],

Au Japon, la limitation de vitesse ne peut pas être supérieure à 60 km/h pour toutes les rues avec des croisement à niveau ou autorisées aux piétons et aux cyclistes. Autrement dit, les rues doivent être converties en autoroute avec des couteux croisements dénivelées pour atteindre des vitesses supérieures à 60 km/h. Il existe également une distinction majeure entre surface streets (一般道路, ippan dōro) et expressways (高速道路, kōsoku dōro) pour définir la limitation de vitesse.
Certains parcours en surface sur viaducs, route principale et déviation sont construites au standard autoroutier sans être légalement classifiés en tant que tel et peuvent typiquement se distinguer par la couleur de la signalisation routière : les parcours en surface sont indiqués en bleu alors que les autoroutes sont indiquées en vert.

#### En agglomération
- Les limitations se situent entre 30 km/h et 50 km/h en zone urbaine, comme en Europe
- Les limitations se situent à 60 km/h en zone de banlieue et sur les autres routes

#### Autoroutes urbaines
- Les limitations se situent pour les voitures à 80 km/h, 100 km/h sur les autoroutes interurbaines à deux voies et à 70 km/h sur les autoroutes à une voie[3].
- Les autoroutes urbaines ou routes urbaines pour automobiles ont plus de virages et des vitesses maximum inférieures, par exemple sur le réseau shutoko de Tokyo, les vitesses maximales sont généralement de 60 km/h et peuvent monter à 80 km/h sur certains tronçons[4].

#### Routes hors agglomération
- Les limitations de 50 km/h ou 60 km/h sont fréquentes sur les autoroutes avec chaussée séparée hors des zones urbaines,[pas clair]
- La plupart des routes nationales ont des vitesses maximales variables,

#### Autoroutes hors agglomération
La limitation de vitesse la plus élevée est de 120 km/h, que l'on peut retrouver sur certaines sections de l'autoroute de Shin-Tōmei (en) (E1A) et de l'autoroute du Tōhoku (E4).

## Méthode de détermination de la vitesse maximale
La méthode générale prend en compte une vitesse de référence et y apporte une correction.
- La  vitesse de référence prend en compte section par section la vitesse réelle (vitesse du 85e percentile), mais cette vitesse peut être abaissée lorsque sont pris en compte les accidents de la circulation, comme la protection des piétons. Les routes ont généralement été conçues pour une vitesse maximale de 60 km/h.
- L'ajustement de la vitesse maximale de la route se fait donc en ajoutant ou en enlevant 10 km/h à la vitesse.

Pour les routes dans des lieux de vie la limite de vitesse est de 30 km/h et il n'est pas nécessaire d'apporter une correction.
Pour les routes conçues pour automobiles et les routes sures la limitation de vitesse peut être de 70 km/h ou 80 km/h.
En 2025, suite à un nombreux d'accidents (20%) sur les routes ou rues étroites d'une largeur inférieure à 5,50 mètres, notamment à proximité des écoles, l'autorité de police (NPA) envisage d'introduire pour les routes sans marquage central une limite générale de la vitesse de 30 km/happlicable dès 2026.

## Répression

### Radar de vitesse
Le seuil à partir duquel les conducteurs seront poursuivis par le tribunal pénal est de 40 km/h au-dessus de la limitation de vitesse sur une autoroute et 30 km/h au-dessus de la limitation sur les autres routes. Cela est dû à des précédents juridiques datant de 1969 qui interdisent à la police de filmer un individu à moins qu'une infraction pénale ne soit immédiatement commise. 

### Action policière
L'application de la loi par la police varie en fonction de la juridiction, des agents, de la circulation et des types de rue, mais 20 km/h au-dessus de la limite de vitesse sur une voie rapide et 15 km/h au-dessus de la limite sont généralement tolérés sur les autres rues. 

## Bénéfices
Avec ses limitations de vitesse, le Japon est l'un des pays qui bénéficie du moindre nombre de tués sur les routes rurales.